# Adam Alawdinowitsch Batirow

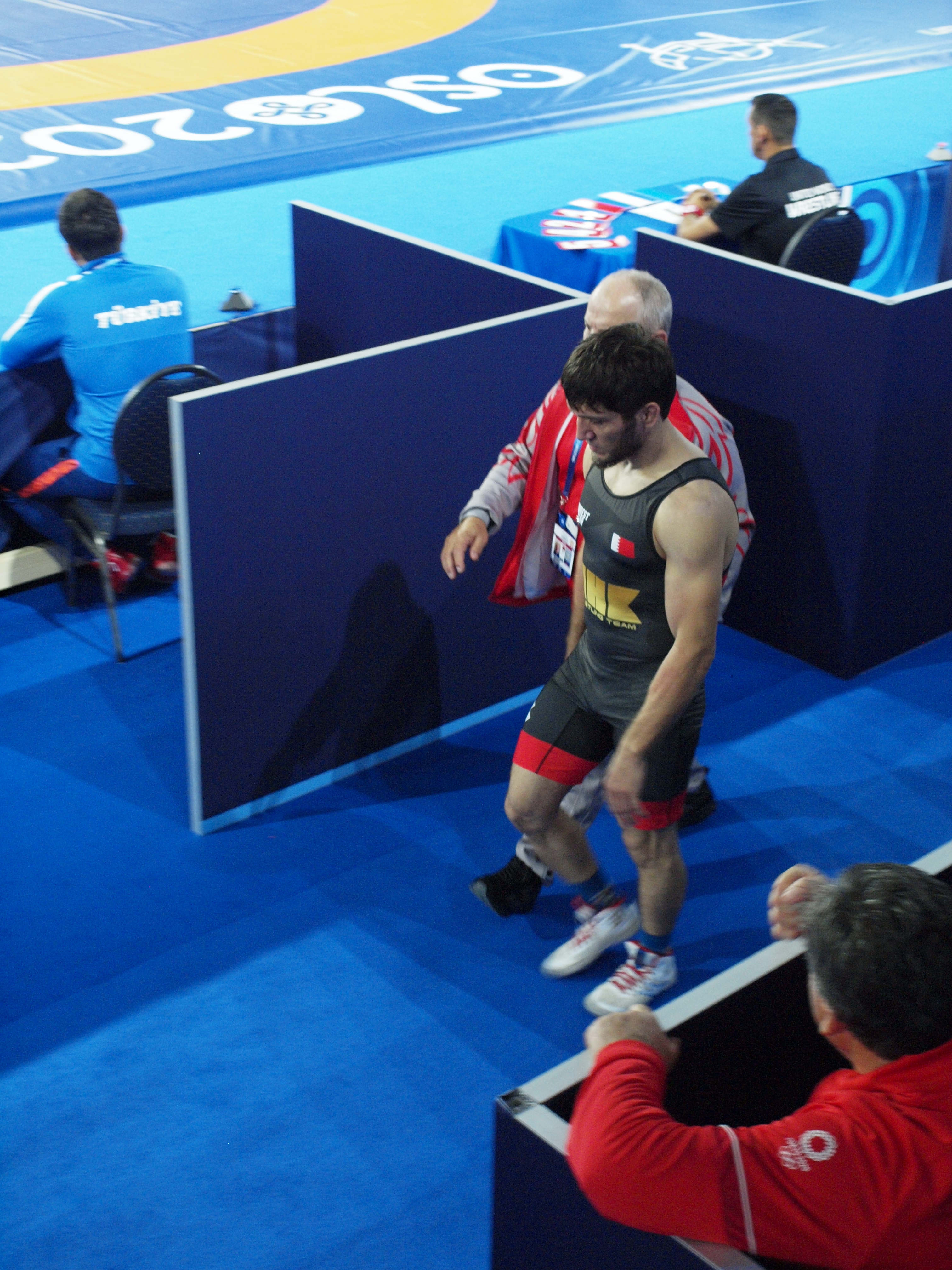
Adam Alawdinowitsch Batirow (2021)

Adam Alawdinowitsch Batirow (russisch Адам Алавдинович Батиров, awarisch Адам ГІалаудинил Бати́ров; * 13. Januar 1985 in Chassawjurt, Dagestanische ASSR, Sowjetunion) ist ein russischer Ringer awarischer Herkunft. Er wurde 2004 und 2009 Vize-Europameister im freien Stil im Bantam- bzw. Federgewicht.

## Werdegang
Adam Batirow stammt aus einer Ringerfamilie. Zwei seiner Brüder sind ebenfalls erfolgreiche Ringer, wobei der zwei Jahre ältere Mawlet Batirow als zweifacher Olympiasieger 2004 und 2008 der erfolgreichste ist. Bruder Albert Batirow ringt für Belarus.
Adam Batirow begann im Jahre 1992 in Chassawjurt mit dem Ringen. Er gehört dem Ringerclub „Shamil Umachanow Chassawjurt“ an. Er ist Sportstudent, wird bzw. wurde von Gadschi Raschidow bzw. Salim Nudschachanow trainiert und ringt ausschließlich im freien Stil.
Im Jahre 2001 wurde Adam Batirow mit 16 Jahren in Izmir Junioren-Europameister (Cadets) in der Gewichtsklasse bis 46 kg Körpergewicht (KG). Diesen Titel verteidigte er im folgenden Jahr 2002 in Vilnius in der Gewichtsklasse bis 50 kg KG, während er im gleichen Jahr bei der Europameisterschaft der nächsthöheren Altersklasse Juniors in Tirana den 2. Platz belegte.
Bei der Junioren-Weltmeisterschaft 2003 in Istanbul (Juniors) belegte er hinter dem Türken Ersin Cetin im Bantamgewicht (bis 55 kg KG) den 2. Platz.
Im Jahre 2004 belegte Adam Batirow beim wichtigen „Iwan-Yarigin“-Turnier in Krasnojarsk hinter seinem Bruder Mawlet und Banyrzhan Orazgaliew aus Kasachstan den 3. Platz im Bantamgewicht und wurde daraufhin bei der Europameisterschaft in Ankara eingesetzt, während sein Bruder bei den Olympischen Spielen in Athen startete. In Ankara siegte er über Gennadi Tulbea aus Moldawien, Kai Wedekind aus Deutschland und Amiran Kartanow aus Griechenland, scheiterte aber im Finale an Martin Berberjan aus Armenien und belegte den 2. Platz.
2007 gewann Adam Batirow beim „Iwan-Yarigin“-Turnier im Bantamgewicht, wurde aber bei der Europameisterschaft dieses Jahres in Sofia im Federgewicht (bis 60 kg KG) eingesetzt. Er kam in Sofia zunächst zu drei Siegen, verlor aber dann gegen Anatoli Guidea aus Bulgarien mit 1:2 Runden und 1:2 techn. Punkten und gegen Murad Ramasanow aus Makedonien mit 0:2 Runden und 0:4 techn. Punkten und verfehlte so mit dem 5. Platz eine Medaille.
Auch bei der Europameisterschaft 2008 in Tampere kam er „nur“ auf den 5. Platz, als er bei drei Siegen gegen Wassyl Fedoryschyn aus der Ukraine und wiederum gegen Anatoli Guidea verlor. Gegen Guidea war dabei seine Punktniederlage bei 1:2 Rundenverlusten mit 6:7 techn. Punkten sehr knapp. An einen Einsatz von Adam Batirow bei den Olympischen Spielen dieses Jahres in Peking war nach diesem Resultat bei der großen Breite im russischen Ringerlager nicht zu denken.
2009 gewann er aber erneut beim „Iwan-Yarigin“-Turnier. Dieses Mal aber im Federgewicht und wurde daraufhin bei der Europameisterschaft in Vilnius in dieser Gewichtsklasse an den Start gebracht. Es gelang ihm dort aber wiederum nicht Europameister zu werden. Mit Siegen über Artur Arakeljan aus Armenien, Ersin Cetin und Wassyl Fedoryschyn kam er aber in den Endkampf, in dem er gegen Zelimchan Huseinow aus Aserbaidschan mit 1:2 Rundenverlusten verlor.

## Internationale Erfolge
| Jahr | Platz | Wettbewerb                             | Gewichtsklasse | |
| 2001 | 1.    | Junioren-EM (Cadets) in Izmir          | bis 46 kg KG   | vor Marcin Pawlak, Polen u. Ander Ismailow, Aserbaidschan |
| 2002 | 2.    | Junioren-EM (Juniors) in Tirana        | bis 50 kg KG   | hinter Amiran Albakidse, Georgien, vor Murtaza Yilmaz, Türkei u. Baschi Binaschwili, Israel |
| 2002 | 1.    | Junioren-EM (Cadets) in Vilnius        | bis 50 kg KG   | vor Gotscha Akaladse, Georgien u. Alexander Nazarow, Ukraine |
| 2003 | 2.    | Junioren-WM (Juniors) in Istanbul      | Bantam         | hinter Ersin Cetin, Türkei, vor Juri Golab, Ukraine u. Jousef Nokandeh Sharbati, Iran |
| 2004 | 3.    | „Iwan-Jarigin“-Turnier in Krasnojarsk  | Bantam         | hinter Mawlet Batirow, Russland u. Banyrzhan Orazgaliew, Kasachstan |
| 2004 | 6.    | Olympia-Qualif.-Turnier in Bratislava  | Bantam         | hinter René Montero, Kuba, Herman Kontojew, Belarus, Martin Berberjan, Armenien, Namig Abdullajew, Aserbaidschan u. Li Zhengyu, Volksrepublik China                                             |
| 2004 | 2.    | EM in Ankara                           | Bantam         | mit Siegen über Gennadi Tulbea, Moldawien, Kai Wedekind, Deutschland u. Amiran Kartanow, Griechenland u. einer Niederlage gegen Martin Berberjan                                                |
| 2005 | 3.    | „Umachanow“-Memorial in Chassawjurt    | Feder          | hinter Yandro Quintana, Kuba u. Martin Berberjan, gemeinsam mit Zelimchan Huseinow, Russland |
| 2005 | 3.    | „Alexander-Medwed“-Turnier in Minsk    | Bantam         | hinter Samuel Henson, USA u. Otarsultanow, Russland, gemeinsam mit I. Kamilow, Russland |
| 2007 | 1.    | „Iwan-Jarigin“-Turnier in Krasnojarsk  | Bantam         | vor Wladimir Wilmow, Russland, Wassyl Fedoryschyn, Ukraine u. Nate Gallick, USA |
| 2007 | 5.    | EM in Sofia                            | Feder          | mit Siegen über Augustin Sanchez Parra, Spanien, Giorgi Baliaschwili, Georgien u. Alexander Karnitski, Belarus u. Niederlagen gegen Anatoli Guidea, Bulgarien u. Murad Ramasanow, Makedonien    |
| 2008 | 2.    | „Iwan-Jarigin“-Turnier in Krasnojarsk  | Feder          | hinter Alan Dudajew, Russland, vor Wladimir Wilnow u. Albert Saritow, bde. Russland |
| 2008 | 5.    | EM in Tampere                          | Feder          | mit Siegen über Martin Berberjan u. Viorel Etko, Großbritannien, einer Niederlage gegen Wassyl Fedoryschyn, einem Sieg über Malchaz Kurdiani, Georgien u. einer Niederlage gegen Anatoli Guidea |
| 2009 | 1.    | „Iwan-Jarigin“-Turnier in Krasnojarsk  | Feder          | vor Ahmed Csoka, Alimchan Mamujew u. Zelimchan Huseinow, alle Russland |
| 2009 | 2.    | EM in Vilnius                          | Feder          | mit Siegen über Artur Arakeljan, Armenien, Ersin Cetin u. Wassyl Fedoryschyn u. einer Niederlage gegen Zelimchan Huseinow, Aserbaidschan                                                        |
| 2010 | 2.    | „Iwan-Jarigin“-Memorial in Krasnojarsk | Leicht         | hinter Magomedmurad Gadschijew, Russland, vor Hasan Magomedow, Russland u. Andrij Stadnik, Ukraine                                                                                              |

Anm.: alle Wettbewerbe wurden im freien Stil ausgetragen, Bantamgewicht = bis 55 kg KG, Federgewicht bis 60 kg u. Leichtgewicht, bis 66 kg Körpergewicht, OS = Olympische Spiele, WM = Weltmeisterschaft, EM = Europameisterschaft